# Nekrolog 1909
Nekrolog
◄◄
| ◄
| 1905
| 1906
| 1907
| 1908
| 1909 | 1910 | 1911 | 1912 | 1913 | ► | ►►
1. Quartal |
2. Quartal |
3. Quartal |
4. Quartal 
Weitere Ereignisse | Allgemeiner Nekrolog 1909
Die Beschreibung der verstorbenen Person sollte so kurz wie möglich gehalten sein und nur deren signifikante Tätigkeit(en) enthalten.
Neue Namen ggf. auch unter dem Geburts- und Sterbedatum, also etwa unter 1. Januar und im Geburts- und Sterbejahr (2024) eintragen (nur bei entsprechender großer Wichtigkeit). Für Beispiele siehe die schon vorhandenen Artikel.
Außerdem über die fünf zuletzt Verstorbenen, zu denen es einen ausreichend guten Artikel für eine Präsentation auf der Hauptseite gibt, nach der todesbedingten Überarbeitung der Artikel ggf. auch unter Wikipedia Diskussion:Hauptseite informieren und sie am besten auch in den anderen Wikipedia-Sprachversionen eintragen. Tipp: Regelmäßig bei news.google.de nach „ist tot“, „gestorben“ oder „verstorben“ suchen.
Wenn eine Person gestorben ist, gibt es viele Seiten zu dieser Person in der Wikipedia, die davon auch betroffen sind und entsprechend aktualisiert werden müssen. Beispiele: Namenübersichtsseite, Geburtsjahr, Geburtsort-Seiten und viele mehr.
Wie finde ich die betroffenen Seiten?
Im Suchfeld auf der linken Seite gibt man den Suchbegriff so ein: „Vorname Nachname“. Dann klickt man auf Volltext und alle Seiten mit entsprechendem Suchtext werden aufgerufen. Hier sieht man dann schnell, wo auch das Todesjahr Sinn macht oder sogar ein Teil des Artikels angepasst werden muss. Auch hilft das „Werkzeug“ auf der linken Seite sehr gut, um solche Seiten aufzufinden: „Links auf diese Seite“. Somit ist die Wikipedia wieder aktuell in allen Bereichen! Hinweis: bei Eintragung der Kategorie „Gestorben JAHR“ wird der Missbrauchsfilter 49 ausgelöst, was jedoch nicht schlimm ist. Siehe: Spezial:Missbrauchsfilter/49
Dies ist eine Liste von im Jahr 1909 verstorbenen bekannten Persönlichkeiten. Die Einträge erfolgen innerhalb der einzelnen Daten alphabetisch sortiert. Tiere sind im Nekrolog für Tiere zu finden.
Die Liste ist nach Quartalen aufgeteilt:
- Nekrolog 1. Quartal 1909: Januar, Februar und März
- Nekrolog 2. Quartal 1909: April, Mai und Juni
- Nekrolog 3. Quartal 1909: Juli, August und September
- Nekrolog 4. Quartal 1909: Oktober, November und Dezember

## Datum unbekannt
| Tag | Name                                  | Beruf, bekannt als                                                                                   | Alter | Beleg |
| --- | ------------------------------------- | --- | ----- | ----- |
|     | Georgios Avlichos                     | griechischer Maler                                                                                   |       |       |
|     | Émile Bertrand                        | französischer Mineraloge                                                                             |       |       |
|     | Jemima Blackburn                      | schottische Malerin und Illustratorin                                                                |       |       |
|     | Iwan Chadschipetrow                   | bulgarischer Industrieller und Politiker                                                             |       |       |
|     | Yosef Chaim                           | sephardischer Rabbiner und Kabbalist                                                                 |       |       |
|     | Henry Hugh Clutton                    | britischer Chirurg                                                                                   |       |       |
|     | Robert Dalen                          | deutscher Verwaltungsjurist                                                                          |       |       |
|     | Axel Döhn                             | deutscher Verwaltungsbeamter                                                                         |       |       |
|     | Théodore de Bounder de Melsbrœck      | belgischer Diplomat                                                                                  |       |       |
|     | Emmanuel des Essarts                  | französischer Schriftsteller                                                                         |       |       |
|     | Makhlouf Eldaoudi                     | türkischer Großrabbiner der jüdischen Gemeinde von Akkon, Haifa, Safed und Tiberias                  |       |       |
|     | George W. Emery                       | US-amerikanischer Politiker                                                                          |       |       |
|     | Zokirjon Furqat                       | usbekischer Schriftsteller und Herausgeber                                                           |       |       |
|     | William Gale                          | englischer Maler                                                                                     |       |       |
|     | August von Gemmingen                  | kaiserlich-königlicher Kämmerer und Grundherr                                                        |       |       |
|     | Eduard Groppe                         | deutscher Verlagsbuchhändler                                                                         |       |       |
|     | Ferdinand Groß                        | österreichischer Opernsänger (Tenor) und Theaterregisseur                                            |       |       |
|     | Robert Marcus Gunn                    | schottischer Augenarzt                                                                               |       |       |
|     | Roman Hattemer                        | deutscher Beamter                                                                                    |       |       |
|     | Oskar Antonio Federico Augusto Heeren | peruanischer Diplomat                                                                                |       |       |
|     | Hermann von Hodenberg                 | deutscher Verwaltungsbeamter                                                                         |       |       |
|     | Oskar Hoffmann                        | Knappschaftsdirektor und Stadtverordneter der Stadt Bochum                                           |       |       |
|     | Meta Illing                           | deutsche Theaterschauspielerin                                                                       |       |       |
|     | Antonios N. Jannaris                  | kretischer Gräzist, Sprachwissenschaftler und Neogräzist                                             | ≈57   |       |
|     | Abdul Karim                           | indischer Diener der Königin Victoria                                                                |       |       |
|     | Gustav Kromrey                        | deutscher Unternehmer                                                                                |       |       |
|     | Emil Kurth                            | deutscher Eisenbahnpionier                                                                           |       |       |
|     | Karl August Lehmann                   | deutscher Richter und Parlamentarier                                                                 |       |       |
|     | John Kirkwood Leys                    | schottischer Jurist und Schriftsteller                                                               |       |       |
|     | Clément Loret                         | französischer Organist, Komponist und Musikpädagoge                                                  |       |       |
|     | Julius Löwe                           | deutscher Chemiker                                                                                   |       |       |
|     | Louis-Charles Malassez                | französischer Mediziner                                                                              |       |       |
|     | Jack McQuesten                        | Entdecker, Händler, Goldsucher in Alaska, Yukon, British Columbia, Alberta, Manitoba und Kalifornien |       |       |
|     | Johannes Mondschein                   | deutscher Lehrer und Heimatforscher                                                                  |       |       |
|     | Ernest Montaut                        | französischer Plakatkünstler                                                                         |       |       |
|     | Karl von Müller                       | deutscher Ingenieur, Schulgründer und Mäzen                                                          |       |       |
|     | Oei Tjie-sien                         | chinesischer Unternehmer                                                                             |       |       |
|     | Richard Parkinson                     | deutscher Südseeforscher und Kolonist                                                                |       |       |
|     | Victor Puhonny                        | deutscher Landschaftsmaler                                                                           |       |       |
|     | Cesare Rossi                          | italienischer Komponist                                                                              |       |       |
|     | Edward Rumsey                         | britischer Architekt                                                                                 |       |       |
|     | William James Russell                 | britischer Chemiker                                                                                  |       |       |
|     | Karl Schmidt                          | deutscher Unternehmer und Fahrzeughersteller                                                         |       |       |
|     | Theodor Schnell der Ältere            | deutscher Bildhauer und Kirchenausstatter                                                            |       |       |
|     | George Sherrin                        | britischer Architekt                                                                                 |       |       |
|     | Jules Strauss                         | französischer Komponist und Arrangeur                                                                |       |       |
|     | Tovmas Tersian                        | Dichter und Dramaturg                                                                                |       |       |
|     | Bernhard Tieschowitz von Tieschowa    | preußischer Verwaltungsjurist, Landrat und Regierungspräsident von Königsberg                        |       |       |
|     | Nikolaos Xydias Typaldos              | griechischer Maler                                                                                   |       |       |
|     | Valentin Volk                         | deutscher Kunst- und Kirchenmaler                                                                    |       |       |
|     | Caleb Walton West                     | US-amerikanischer Politiker                                                                          |       |       |
|     | Zhang Zhidong                         | chinesischer Reformer der Qing-Dynastie, Beamten-Literat, Regionalgouverneur                         |       |       |